# Wings of Love (musikalbum)
Wings of Love är ett studioalbum av The Temptations, utgivet 1976. Den amerikanske låtskrivaren Jim Ford bidrog med samtliga låtar till albumet.

## Låtlista
1. "Sweet Gypsy Jane"
2. "Sweetness in the Dark"
3. "Up the Creek (Without a Paddle)"
4. "China Doll"
5. "Mary Ann"
6. "Dream World (Wings of Love)"
7. "Paradise"